# Google Maps
Google Maps ist ein Online-Kartendienst des US-amerikanischen Unternehmens Google. Die Erdoberfläche kann als Straßenkarte oder als Luft- bzw. Satellitenbild betrachtet werden, wobei auch Standorte von Institutionen oder bekannten Objekten angezeigt werden.

## Geschichte
Am 8. Februar 2005 wurde Google Maps als Desktop-Version in den Vereinigten Staaten gestartet. Im April 2006 stellte Google für den größten Teil Deutschlands hochauflösende Aufnahmen bereit. Kurz danach ging der deutsche Webdienst in Betrieb. Er befand sich bis September 2007 in der Betaphase. Der hochauflösende Bildbestand wurde circa alle zwei Monate erweitert, seit Ende 2007 etwa alle vier Monate.
Seit April 2007 wurde der Maps-Dienst personalisiert: Karten sind zu speichern und freizugeben, man kann eigene Bild-Ebenen einfügen.
Am 28. September 2007 erschien Google Maps als App für Android.
Im Oktober 2009 wurde die Navigation integriert. Das machte Google Maps zum vollwertigen Navigationssystem.
Vom Allgemeinen Deutschen Fahrrad-Club (ADFC) erhielt Google Maps im Mai 2013 umfangreiche Fahrradroutendaten.
2015 erhielt die Bedienoberfläche Widgets, den Vollbildmodus sowie eine bessere Routenführung. Damit können die Verkehrsmittel Kraftfahrzeug, Fußweg, Fahrrad, Bahn und Flugzeug visuell verglichen werden, etwa um die Variante mit den wenigsten Umstiegen zu wählen. Wird ein Google-Konto genutzt, ist der Übergang von der Google Suche zur Karte über einen Umschalt-Button möglich. Außerdem wird die Karte personalisiert, und es werden z. B. Kalendereinträge von Google Kalender angezeigt. Auch gibt es für Google Maps einen Offline-Modus.
Seit März 2017 bietet Google Maps die Angabe des eigenen Standortes (d. h. des Mobiltelefons) in Echtzeit an. Es kann festgelegt werden, ob, wann und welche Bekannte den Standort auf der Karte sofort verfolgen können. Für die Mobiltelefonortung wird GPS sowie die Empfangsstärke von Mobilfunkmasten und von WLAN- und Bluetooth-Netzen genutzt.
Das führte im Herbst 2019 für Autos auf einer Straße in Berlin zu einer irrtümlichen Verkehrsstaumeldung, weil zwei Berliner 99 eingeschaltete Smartphones in einem Handwagen mit sich führten.
Im August 2018 wurde die Kartendarstellung geändert. Die Erde wird als Globus dargestellt, wenn die Ansicht weit genug herausgezoomt wird. Dadurch werden Größenrelationen realistischer angezeigt. Vorerst ist es auf die im Webbrowser verfügbare Desktop-Version beschränkt.
Im August 2019 führte die App-Version den Augmented-Reality-Modus Live View (benannt nach der Kameratechnik Live-View) ein. Auch wurden Funktionen von der zeitgleich nicht mehr weiterentwickelten App Google Trips übernommen, wie z. B. das Vorschlagen von Ausflugszielen oder Restaurants.
Auf den Karten von 220 Ländern und Territorien finden sich 200 Millionen Einträge. Diese werden jeden Monat rund vier Milliarden Mal aufgerufen, im Durchschnitt 20 Abrufe pro Eintrag und Monat. Monat für Monat führen zwei Milliarden Klicks auf Firmeneinträge zur Webseite des jeweiligen Unternehmens, vermitteln Anrufe oder Bestellungen, oder die Nutzer lassen sich dorthin navigieren.

## Funktionen
Es kann zwischen einer Kartendarstellung, einem Satellitenbild und einer Ansicht gewählt werden, bei der in das Satellitenbild Straßen, Wege und Grenzlinien schemenhaft eingezeichnet und Beschriftungen aus der Karte übernommen sind. Navigationselemente und eine Zoomfunktion erlauben es, sich auch ohne Suchbegriff auf Karten- bzw. Bildausschnitten zu bewegen.

### Navigation
Der Kartendienst enthält eine Navigationsfunktion, die Routen mit verschiedenen Verkehrsmitteln errechnet.
Für Autofahrten werden Echtzeit-Verkehrsdaten zu Staus berücksichtigt und abgestuft gelb-orange-rot angezeigt. Die Stau- und Unfallmeldungen erhält Google nicht über Rundfunksignale, sondern durch Crowdsourcing: Standortinformationen fahrender Google-Nutzer werden sofort verarbeitet, um Staus und stockende Verkehrsflüsse zu erkennen.

### Suche
Wenn im Eingabefeld bei Google nach einem Wirtschaftszweig oder Suchbegriff mit regionalem Bezug (z. B. „Restaurants in Berlin“) gesucht wird – das kann eine Postleitzahl, ein Ortsteil, eine Stadt, Region oder ein Bundesland sein –, prüft die Suchmaschine, ob regionale Treffer durch Google Maps neben den Treffern der organischen Suche eingeblendet werden. Dabei ergänzt Google Maps Treffer der organischen Suche Inhalte lokaler Unternehmen oder Filialen, während in der organischen Suche Webseiten gelistet werden. Ein gewerblicher Eintrag bei Google Maps ist deshalb auch ohne eigene Webpräsenz möglich. Google-Maps-Einträge können über die kostenlos von Google angebotene Anwendung Google My Business verwaltet werden.

### Satellitenbilder
Google Maps bietet je nach Region bis zu 21 Zoomstufen, die in jeder einzelnen Stufe verschiedene Inhalte anbietet. Viele Straßennamen werden nur bei hohen Stufen sichtbar, während Hauptstraßen oder Autobahnen vorher sichtbar und ab einer gewissen Stufe beschriftet sind. Für größere Städte wird eine Auflösung erreicht, bei der einzelne Menschen oder Details von Autos erkennbar sind. Polregionen ab 85,05113° Breite sind nicht verfügbar. Google Maps’ Datengrundlage zeigt die Abbildungen seit August 2018 nicht mehr mit der kritisierten Mercator-Projektion, die äquatornahe Flächen kleiner als polnahe Flächen darstellt, sondern auf einem runden Globus.

### Street View
Google Street View ist ein 2007 eingeführter Zusatzdienst. Es werden Ansichten in 360-Grad-Panoramabildern aus Straßenperspektive dargestellt. In Deutschland waren aufgrund von Bedenken bezüglich des Datenschutzes bis zur Veröffentlichung neuer Aufnahmen im Juli 2023 nur Großstädte sichtbar.

### Maps 3D
Google errechnet bei Maps 3D aus Luftbildern realistische und detailgetreue 3D-Aufnahmen. Im Gegensatz zu Street View gibt es hier keine datenschutzrechtlichen Einwände. Maps 3D ist aktuell nur in der Desktop-Version von Google Maps sowie in der mobilen App Google Earth verfügbar.

### Immersive View
Eine ähnliche Ansicht gibt es mit 3D-Modellen, die vor allem bei einzelnen Sehenswürdigkeiten zu betrachten sind. Weltweit gibt es mehr als 500 Stellen, in Deutschland sind u. a. das Brandenburger Tor, der Kölner Dom und der Marienplatz in München verfügbar.

### Maps Indoor
Seit dem Jahr 2011 stattet Google seinen Kartendienst mit Informationen über bestimmte Gebäude aus, sodass auch in diesen navigiert werden kann. Sobald der Zoomfaktor eines Gebäudes einen bestimmten Schwellenwert erreicht hat, erscheint automatisch eine Ansicht aller Gänge und Räume. Google Maps Indoor ist in ausgewählten Ländern und Gebäuden verfügbar. Deutschland gehört seit Dezember 2012 dazu, zum Start war unter anderem das Deutsche Museum in München verfügbar.

### Google Transit
Google Transit wurde 2005 von den Google-Mitarbeitern Avichal Garg und Chris Harrelson entwickelt. Sie nutzten die 20 Prozent ihrer Arbeitszeit, die Google-Mitarbeiter damals für eigene Projekte verwenden durften.
Im Jahr 2007 wurde der Dienst aus Google Labs in Google Maps aufgenommen. Nach eigenen Angaben stand das Unternehmen seit 2005 in Verhandlung mit vielen Städten, um Daten öffentlicher Verkehrsmittel in Google Maps verwenden zu dürfen. Google Transit unterstützte anfangs nur die Stadt Portland (Oregon), später folgten weltweit weitere Verkehrsunternehmen. Seit September 2012 sind die Fahrpläne der Deutschen Bahn in Google Transit integriert, im November des gleichen Jahres kamen die Fahrpläne des Nahverkehrs von Münster und München hinzu. In Deutschland unterstützen so gut wie alle Großstädte Google Transit. Seit 2015 zeigt Google Maps in einigen Städten Echtzeitdaten für Busse und Bahnen an.
Google erfand das Datenformat General Transit Feed Specification (ehemals Google Transit Feed Specification, kurz GTFS), um Daten der Verkehrsbetriebe auszutauschen. Google benötigt GTFS-Daten, um Routen anhand der Ist-Fahrpläne anzuzeigen.
Mit GTFS real time strebt das Unternehmen an, umfassend auch Verspätungen anzuzeigen. Dazu werden Fahrzeugpositionen und Fahrplanabweichungen (Ausfälle, Umleitungen, unvorhergesehene Ereignisse) benötigt.

### Mond, Mars und Sternenhimmel
Seit August 2014 können der Mond und der Mars über die 3D-Oberfläche von Google Maps erkundet werden. Die beiden Angebote Google Moon und Google Mars in 2D gibt es weiterhin. Ebenso lassen sich beide Himmelskörper seit 2009 in 3D per Google Earth erkunden. Der Sternenhimmel ist in der 2D-Ansicht auf Google Sky verfügbar.

### Live View
Anfang August 2019 schaltete Google Maps den Erweiterte-Realität-Modus Live View frei. Der Nutzer erhält auf einem Smartphone oder Tablet neben der Ortsansicht Informationen und Vorschläge zum betrachteten Ort. Dafür werden auf dem Kamerabild z. B. Pfeile, Markierungen, Karteneinblendungen oder Informationstabellen angezeigt. Das erfordert für Geräte mit Android die App ARCore und für iOS die App ARKit. Am 1. Oktober 2021 wurde Indoor Live View für den Flughafen Zürich freigeschaltet.

## Mitwirkung und weiterführende Nutzung

### Google Local Guides
Google Local Guides ist ein von Google ins Leben gerufenes Freiwilligenprogramm, welches es Nutzern ermöglicht, nach Registrierung Beiträge zu Google Maps zu leisten. Beispielsweise kann man Rezensionen, Fotos und Videos hinzufügen, Straßen korrigieren oder Details zur Barrierefreiheit ergänzen. Dieses Bereitstellen nützlicher Informationen bringt den Benutzern Punkte und Abzeichen. Es besteht ein Levelsystem von 1 bis 10, wobei ab Level 4 ein Stern neben dem Avatar des Benutzers angezeigt wird. Manchmal gibt es auch zusätzliche Vergünstigungen und Vorteile.
Die zugehörige Community für den Austausch zwischen Nutzern nennt sich Local Guides Connect.
Es kann als Nachfolger des 2017 eingestellten Dienstes Google Map Maker gesehen werden.

### Programmierschnittstelle
Google bietet Programmierschnittstellen (API) an, mit denen Google Maps in eigene Seiten eingebunden werden kann. Durch API-Aufrufe können Karten auf eigenen Seiten konfiguriert werden, es können Marker auf Karten platziert werden. Die 18 Programmierschnittstellen der Google Maps Platform umfassen die Bereiche „Maps“, „Routes“ und „Places“.
Zur Einbindung ist ein API-Schlüssel nötig, der eigene Seiten berechtigt, Anfragen an Google-Maps-Server zu stellen.
Die bis zum Jahre 2018 verfügbaren Standard- und Premiumversionen von Maps wurden vereint, so dass ein API-Aufruf ein Zahlungsprofil erfordert – auch wenn nur das kostenlose Kontingent genutzt wird. Jeder API-Aufruf ist kostenpflichtig, jedoch gewährt Google pro Monat ein Guthaben von 200 Dollar pro Nutzer für jeden Monat.
Grundfunktionen wie das Einbetten von Karten bleiben kostenlos, unabhängig davon, wie oft sie genutzt wird. Dafür stellt Google einbindbaren HTML-Code zur Verfügung. Die Pixelabmessungen der Darstellungen sind im Code definierbar. Dadurch können mit Google Maps auch größere Karten als in der Standardansicht erstellt werden.

## Anwendungen

### Mobile Apps
Google Maps kann auch auf Mobiltelefonen benutzt werden. Auf vielen mobilen Endgeräten ist Google Maps vorinstalliert.
Eine App ist für iOS und Android verfügbar.
Seit dem 27. Oktober 2007 wird der eigene Standort ohne GPS mit GSM-Funkzellen-Abfragen ermittelt. Google nennt jene Funktion „Mein Standort“.
Als Apple Google Maps nicht mehr vorinstalliert (mit iOS 6) auslieferte, reagierten viele Nutzer entsetzt, da Apples eigene Karten-App weder bei Nutzern noch in der Fachpresse positiv bewertet wurde. Seit dem 13. Dezember 2012 steht Google Maps für iOS wieder kostenlos im Apple App Store bereit. Jedoch erwägt Apple weiterhin die Auslieferung eines eigenen Kartendienstes. Google Maps stellt mit Google Transit auch Verbindungen mit öffentlichen Verkehrsmitteln bereit. Die Optik der App weicht von anderer iOS-Software ab und ähnelt Google Maps für Android. Die App wurde schnell eine der beliebtesten im App Store.
Seit September 2018 ist Google Maps auch für Apple CarPlay verfügbar.
Eine eigenständige Street View App wurde im März 2023 eingestellt.

### Google My Maps
Mithilfe der Webseite dieses Produkts lassen sich benutzerdefinierte Karten mit Orten, die für sich selbst von Interesse sind, erstellen.

### Unterschiede zu Google Earth
Mit Google Earth erweitert Google die Funktionen von Google Maps. Eine reine Kartendarstellung wie bei Google Maps ist mit Google Earth nicht möglich. Ab Version 4.1 hat Google Earth eine Funktion, mit der das betrachtete Gebiet in Google Maps angezeigt werden kann. Google Earth wird für Windows, macOS, Linux sowie als mobile App für Android und iOS kostenfrei angeboten. Die Rasterdaten basieren auf Satellitenaufnahmen verschiedener „Generationen“. In der höchsten Zoomstufe sind sehr unterschiedliche Qualitäten erkennbar. Besonders die ländlichen Regionen, die nicht der „westlichen Welt“ zugehören, sind meist sehr grob aufgelöst.
Seit dem 27. April 2010 ist die Google-Earth-Funktion in Google Maps eingebaut. Die Anzeige erfolgt im Browser. Der Nutzer kann die Bilder kippen und drehen.

## Kontroversen und Kritik

### Grenzverlaufsangaben
Im Sommer 2010 räumte Google auf Kritik hin ein, Verläufe der Staatsgrenzen nicht in jedem Fall akkurat wiederzugeben. Google beabsichtigte, die Grenzverläufe in über 60 Ländern und Regionen zu überprüfen und anzupassen.
Beispielsweise beschwerte sich im Februar 2010 die kambodschanische Regierung, dass Google die Grenze zu Thailand in seinen Karten falsch angibt. Anfang November 2010 verursachte ein nicaraguanischer Militärkommandeur einen schweren zwischenstaatlichen Konflikt mit dem Nachbarland Costa Rica, als er unter Berufung auf Google Maps am Río San Juan mit Truppen Land besetzte. Als Quelle der Kartendaten galt das Außenministerium der Vereinigten Staaten, das den Grenzverlauf um rund 2,7 Kilometer verschoben hatte.
Während der Annexion der Krim durch Russland 2014 zeigte Google Maps in der russischen Version die Krim-Halbinsel mit einer Grenzlinie abgetrennt von der Ukraine. Die ukrainische Version stellte die Krim als Teil der Ukraine dar. 2022 berichtete der Leiter des ARD-Hörfunkstudios Südasien in Neu-Delhi Peter Hornung, dass die Darstellung der Grenzverläufe von Indien und Pakistan davon abhänge, von welchem Land aus Google Maps aufgerufen würde. Beim Aufruf aus Indien würde eine gemeinsame Grenze zwischen Indien und Afghanistan dargestellt.

### Manipulation von Straßennamen
Anfang 2021 manipulierten Gegner des YouTubers Drachenlord immer wieder Straßennamen in dessen damaligem Wohnort Altschauerberg und der unmittelbaren Umgebung. So waren dort auf Drachenlord bezugnehmende und vor allem für Insider verständliche Namen wie Meddlweg, Haidergasse oder Freundin-Ausdenken-Weg zu sehen.

### Bewertungen auf Google Maps
2007 führte Google Maps Online-Bewertungen ein, die eine 5-Sterne-Skala haben. Google benutzt Algorithmen sowie künstliche Intelligenz um gefälschte Bewertungen auf Google Maps aufzuspüren und zu löschen. Viele, teils langjährige Rezensenten – darunter auch sogenannte Local Guides – kritisieren, dass oft legitime und echte Bewertungen von Googles Algorithmen und KI fälschlicherweise als Verstoß eingestuft und deaktiviert würden. Dies betreffe negative wie auch positive Rezensionen. Auch Rezensionen, die schon mehrere Jahre auf der Plattform online waren, seien betroffen. Das Einspruchsformular, welches Google Maps in solchen Fällen anbietet, führe meist zur unbegründeten Ablehnung ebenjener Einsprüche.
Darüber hinaus wird kritisiert, dass es Inhabern von Unternehmensprofilen auf Google Maps zu einfach gemacht werde, kritische Bewertungen durch Google löschen zu lassen. Neben tatsächlichen Verleumdungen und Hassreden würden so von einigen Unternehmen auch unliebsame oder kritische, aber sachliche Bewertungen an Google gemeldet. Teilweise haben sich hierfür auch Anwaltskanzleien darauf spezialisiert, die dies im Auftrag der Unternehmen durchführen.
2024 hat das Unternehmen weltweit mehr als 240 Millionen Rezensionen blockiert oder entfernt. Dies wurde als Zensur kritisiert.

## Rechtliches

### Zensur von sicherheitsempfindlichen Orten
Geheime bzw. sicherheitsempfindliche Orte und Gebäude wie z. B. Regierungsgebäude, Militärstützpunkte und Atomkraftwerke werden durch Google teilweise unkenntlich gemacht.

### Lizenzbestimmungen
In den Bildern befinden sich Urheberrechtshinweise in Form von digitalen Wasserzeichen. Die Möglichkeit, Satellitenbilder direkt zu drucken, wurde am 21. Juli 2006 entfernt. Beim Anklicken der Druckschaltfläche erscheint seitdem in einem neuen Fenster die zugrunde liegende Übersichtskarte, auf der für viele Gebiete keine Detailangaben angezeigt werden. Wie von jeder Webseite lassen sich Daten jedoch als Bildschirmkopie ausdrucken.
Anders als bei Diensten wie OpenStreetMap, unterliegt Karten- und Bildmaterial von Google Maps Lizenzbestimmungen von Google. Firmen wie auch Privatpersonen sind an die Lizenzbestimmungen von Google gebunden. So muss jemand, der ein Bild oder Ausschnitt aus Google Maps oder Google Earth verwendet, das Google-Logo im Bild belassen. Zudem ist in den meisten Fällen eine Genehmigung erforderlich.
Die Nutzung von Google Maps im gewerblichen Rahmen ist grundsätzlich nur über die Google-Maps-API zulässig. Für diese gelten eigene allgemeine Geschäftsbedingungen. Urheberrechtshinweise, Markenzeichen oder andere eigentumsrechtliche Angaben dürfen nicht aus dem Kartenmaterial entfernt werden.